# Hertog Wen van Jin
Hertog Wen van Jin (晉文公) (697 - 628 v.Chr.) stond vanaf 636 v.Chr. tot zijn dood aan het hoofd van de staat Jin in de Lente en Herfst periode van de Chinese geschiedenis. Zijn naam was Ji Chong'er (姬重耳) en hij was de zoon van hertog Xian (晉獻公) en zijn bijnaam was Chong'er (重耳), (letterlijk Dubbeloor) hoewel er geen bewijs voor een dergelijke lichamelijke afwijking bestaat. Wel stelt de Zuo Zhuan dat zijn ribben geheel samengegroeid zijn, een teken van kracht en leiderschap. Onder zijn heerschappij breidde de Jin-staat zich snel uit en werd erg machtig.

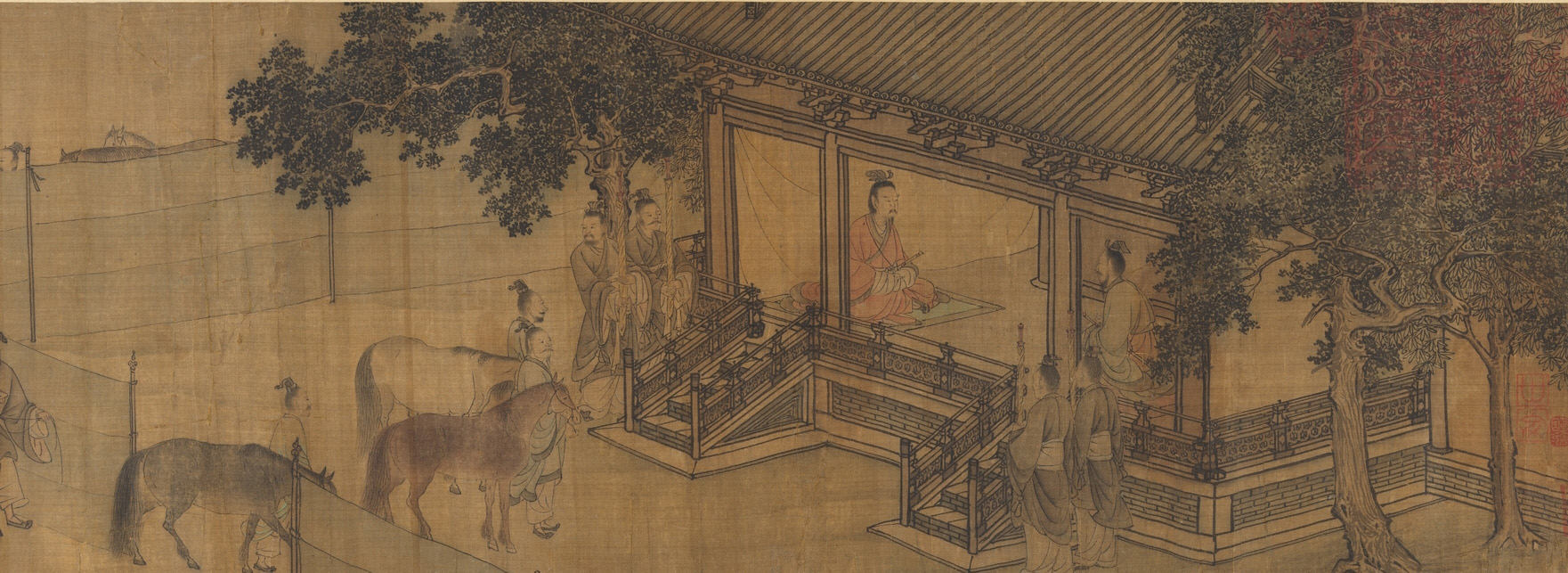
Hertog Wen van Jin

Nadat hertog Xian Cong'ers halfbroer Xiqi (奚齊) tot erfgenaam van de troon van Jin gemaakt had vluchtte Chong'er uit Jin nadat zijn oudste zoon Shensheng (申生), gedood was. Hij reisde gedurende 19 jaar van staat tot staat en verkreeg een reputatie van een indrukwekkende persoonlijkheid te zijn. Hij deed veel getalenteerde volgelingen op gedurende zijn ballingschap, waaronder Hu Yan en Zhao Cui van wie hij veel over politiek leerde. Een hofdame in een andere staat merkte ooit op: wanneer ik naar de volgelingen van de Jin-prins kijk dan zijn ze allemaal geschikt om eerste minister van een staat te zijn.
In 636 v.Chr. keerde hij terug naar Jin onder bescherming hertog Mu van de staat Qin. Na zijn troonsbestijging voerde hij een aantal hervormingen door zoals het reorganiseren van het leger en het burgerbestuur.
Onder hertog Wen slokte Jin veel kleinere staatjes op en de plaatselijke bevolking verwelkomde de verandering van bestuur met genoegen. In 635 v.Chr. weigerde hertog Wen de staat Yuan op te nemen. Later bood Yuan opnieuw aan om deel te worden van het groeiende Jin rijk en nam de hertog het aanbod aan.
Hertog Wen hielp koning Xiang van Zhou zijn troon te herwinnen. De koning was onttroond door prins Dai en Wen nam de leiding van de campagne ter restauratie van koning Xiang in de hoofdstad Luoyi . Hij leidde ook de coalitie van staten tegen de staat Chu. Bij de slag van Chengpu in 632 v.Chr. versloeg Jin het leger van Chu en in Jintu won hij de hegemonie over de staten.

## Verhalen rond Wen
Er zijn een aantal verhalen over de hertog in omloop. Op een hete middag in de zomer in de tijd van zijn ballingschap was de zon zo sterk dat Wen er moe van werd en er honger van kreeg. Zijn raadgever en vriend Jie Zhitui (介之推) maakte wat bouillon voor hem. Hertog Wen dronk de soep en voelde er zich een stuk beter bij. Maar waar had zijn vriend dat vlees vandaan? Het bleek dat hij het van zijn eigen been gesneden had. Hertog Wen voelde zich erg ontroerd door dit grote blijk van trouw en toewijding en beloofde hem eens te belonen.
Later vernoemde de hertog een berg naar Jie Zhitui, nadat hij per ongeluk de dood van Jie en diens moeder veroorzaakt
had. Er was onenigheid ontstaan en hij had geprobeerd Jie weer te doen terugkeren in zijn dienst.
Hertog Wen stelde ook het Hanshi feest (寒食節) in, het 'koud voedsel feest' ter nagedachtenis van Jie. Het duurt drie dagen, namelijk de dag van het Qingming feest (清明節) en de dag ervoor en erna.